# NGC 6709
NGC 6709 is een open sterrenhoop in het sterrenbeeld Arend. Het hemelobject werd op 29 juli 1827 ontdekt door de Britse astronoom John Herschel.

## Synoniemen
- OCL 100